# 하이반 고개
하이반 고개(베트남어: Đèo Hải Vân / 𡸇海雲)는 베트남 중부에 있는 고개이다. 구불구불한 도로는 후에와 다낭 사이를 통행하는 운전자에게 긴 시련의 길이었지만, 하이반 터널이 완성된 이후 차의 흐름도, 안전도 향상되었다.

## 개요
베트남의 서부에서 남북으로 뻗은 안남산맥은 이곳에서 동쪽으로 뻗어가 하이반 곶과 손챠 섬을 형성한다 (오른쪽 그림 참조). 하이반 고개는 이 바다로 난 곶을 통과하기 때문에 항상 안개가 자욱하며 이것이 ‘海雲’(하이반)이라는 지명의 근원이 되었다. 역사적으로 대월과 참파의 경계였고, 현재는 다낭시와 후에시의 경계이다. 기후적으로는 베트남 북서쪽에서 부는 ‘중국풍’이 고개에 의해 가려져 남북 베트남 간의 기후의 경계를 형성하고 있다. 겨울 (11월 ~ 3월) 동안 하이반 고개의 남쪽은 기온이 높고 공기는 건조하지만, 북쪽은 한랭하고, 습도가 높다.
하이반 고개는 그 경치의 아름다움으로 알려져 있다. BBC의 자동차 프로그램 ‘탑 기어’의 진행자 제러미 클라크슨은 2008년 프로그램에서 “디저트에 장식된 완벽한 리본과 같은 아름다움이다. 세계에서 가장 아름다운 해안 도로 중 하나”라고 칭했다.

## 역사
하이반 고개는 베트남의 역사에서 전략적 요지였고, 오래 동안 북부와 중앙부 사이를 이동하고자하는 군대에게 심각한 장벽이었다. 1세기 중반, 한나라 장군 마원이 베트남 북부를 평정한 후, 이곳에 청동 기둥을 세워 한나라 남쪽의 경계로 삼았다. 마원은 이 땅에 둔전을 했는데, 2세기에 한나라가 붕괴되자 그 한인들 중에서 임읍국(林邑, 참파의 전신)을 세운 이가 등장했다.

## 교통
하이반 고개에는 2개의 주요 노선이 지나고 있다. 베트남의 주요 남북 종단 도로인 국도 1A, 그리고 남북 철도이다. 국도는 직접 산을 가로 질러 496m의 표고차를 올라 해발 1,172m의 아이바 산의 남쪽 봉우리를 통과한다. 철도는 여러 터널을 통과하면서 바다를 따라 해안선을 갖도록 진행된다.

### 하이반 터널
동남아시아 최장 터널인 하이반 터널은 2005년에 오픈하여 내륙 쪽으로 대체할 경로를 제공하고 있으며, 기존의 도로보다 적어도 1시간은 일정을 단축하고 있다.

## 같이 보기
- 안남산맥
- 손챠산